# Boethius
För prästsläkten, se Boëthius. För andra betydelser, se Boethius (olika betydelser).

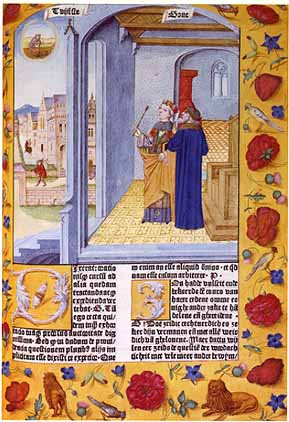
Boethius konsulterar Fru filosofi. Från Filosofins tröst.

Anicius Manlius (Torquatus) Severinus Boethius, eller Boëthius, född omkring 480 i Rom, död troligen 524 i Pavia, var en romersk filosof och statsman. Boethius kom från en kristen patricierfamilj och blev utnämnd till magister officiorum vid den ostrogotiske kungen Theoderik den stores hov i Ravenna. Boethius fängslades 523 för misstänkt högförräderi och avrättades två eller tre år senare. 
Boethius kom att utgöra en viktig länk mellan den förkristna antiken och den kristna medeltiden. Boethius var författare till De consolatione philosophiae (Filosofins tröst) och De institutione musica libri quinque (Fem böcker om musik – sammanfattar antik grekisk musikläras olika strömningar från Platon, Aristoteles och Pythagoras). Huvudkällan till skrifterna är Nikomachos av Gerasa (omkring 100-talet e.Kr.).

## Barndom och uppväxt

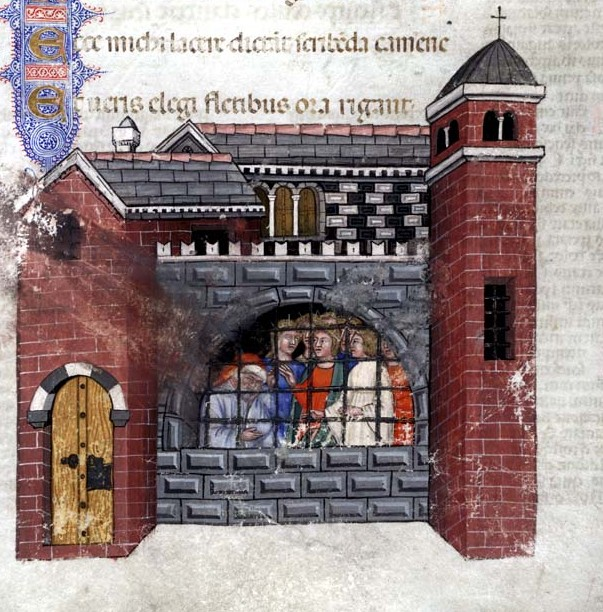
Boethius i fångenskap (från 1385 års manuskript av Filosofins tröst).

Boethius exakta födelsetid är okänd. Allmänt sägs året vara 480, samma år som sankt Benedikt föddes. Boethius föddes i en patricierfamilj som hade varit kristen under århundraden. Fadern dog dock medan Boethius fortfarande var ung, och han adopterades och uppfostrades av Symmachus. Han gifte sig sedermera också med dennes dotter Rusticiana, och omnämner med stor respekt båda i Filosofins tröst. Det är okänt var Boethius fick sin enastående utbildning i grekiska. De historiska dokumenten är vaga om ämnet, men han kan ha studerat i Aten, och möjligtvis i Alexandria. Till följd av sin erfarenhet och utbildning tog Boethius upp en anställning hos Theoderik den store, som satte honom att utföra flera olika roller.

## Karriär
År 510 beklädde han konsulatet, och 520, utnämndes han till magister officiorum, ståthållare för tjänster vid regeringen och hovet. Efter detta utsågs båda hans två söner samtidigt till konsulsämbetet, vilket återspeglade faderns prestige. År 523 beordrade trots detta Theoderik att Boethius skulle arresteras. Han stod anklagad för högförräderi, möjligtvis för en misstänkt sammansvärjning tillsammans med den bysantinske kejsaren Justinus I. Justinus religiösa ortodoxi förstärkte hans rivalitet med den arianske Theoderik.

## Böcker och verk
Boethius mest populära verk är Filosofins tröst. Han ämnade översätta samtliga verk av Aristoteles och Platon från grekiska till latin. Boethius avslutande översättningar av Aristoteles arbeten om logik var de enda existerande i Europa fram till 1100-talet. Boethius skrev även en kommentar till Isogage av Porfyros som uppmärksammade existensen av universalieproblemet. Han översatte också många andra grekiska antika verk.
I texten De musica introducerade Boethius en tredelad indelning av musiken:
1. Musica mundana - sfärernas / världens musik
2. Musica humana - kroppens harmoni och andlig harmoni
3. Musica instrumentalis - instrumentell musik (inklusive människans röst)

Boethius sista verk är boken Filosofins tröst. Det har författats en mängd kommentarer av boken och den är en av de mest inflytelserika texterna i den europeiska kulturen.
Med anledning av att Boethius inte nämner något om Kristus i Filosofins tröst har det ibland satts ifråga att han skulle ha varit kristen. Dock kunde efter 416 endast döpta kristna inneha statens ämbeten, och Boethius var inte bara medlem av senaten utan blev också 510 vald till konsul. Några år därefter skrev han några teologiska traktater, däribland en om Treenigheten (de trinitate) och en med titeln Contra Eutychen et Nestorium, i vilken han försvarade den kristna läran om Kristi natur gentemot den s.k. nestorianismen. Anledningen till att han inte skriver om Kristus i fängelset kan vara att Teoderik var anhängare av arianismen, och att ett ställningstagande i frågan om Kristi natur då hade kunnat försämra hans situation.

### Svenska översättningar
- Consolatio philosophiæ det är: Vishets tröst (översättning Abraham Sahlstedt) (Stockholm: trykt hos Lars Salvius, 1744)
- Filosofins tröst (De consolatione philosophiae libri quinque) (översättning Bertil Cavallin) (Atlantis, 1987) (ISBN 9174864947)

## Eftermäle

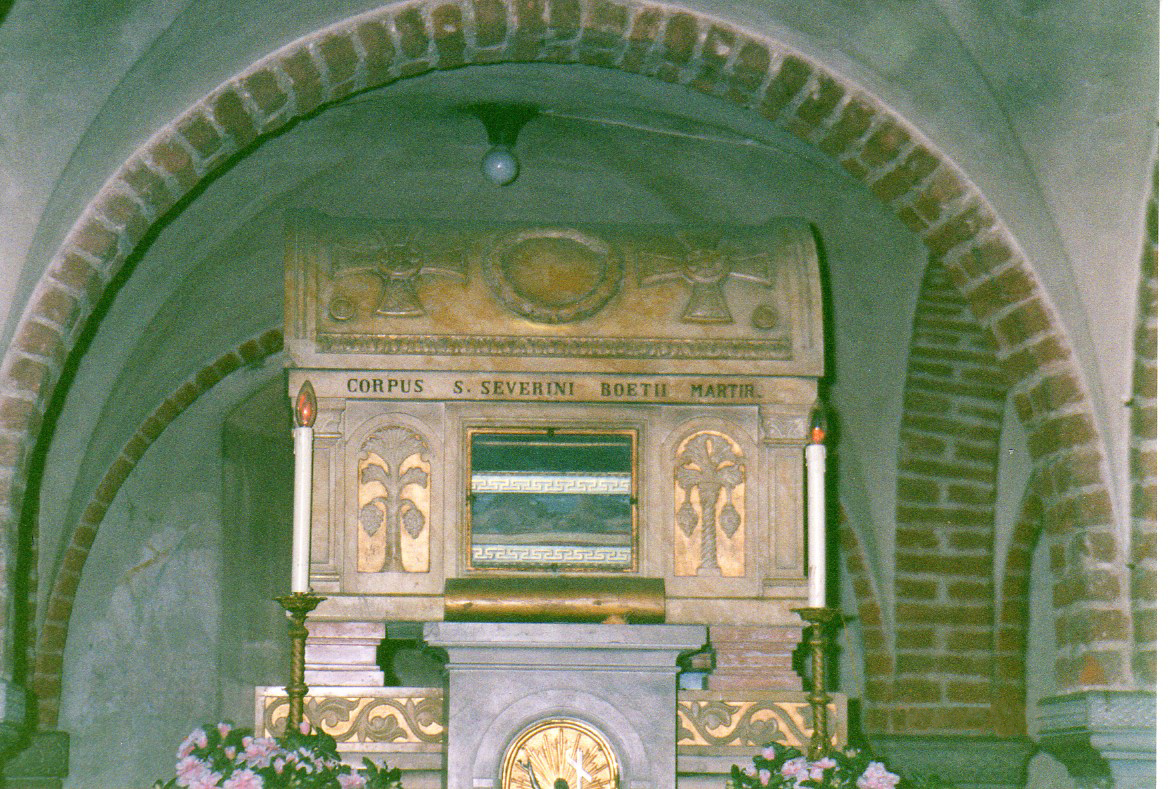
Boethius grav i San Pietro in Ciel d'Oro, Pavia.

- Asteroiden 6617 Boethius är uppkallad efter honom.[8]
- Boethius har fått en krater uppkallad efter sig på månen, Boethiuskratern.[9]
- Boethius har fått en krater uppkallad efter sig på planeten Merkurius, Boethiuskratern.[10]
- Han erkänns som helgon av den Romersk-katolska kyrkan. Hans festdag är den 23 oktober.[11] Påve Benedictus XVI har framhållit Boethius relevans för moderna kristna.[12]

## Referenser

Dialectica, 1547